# Иван Попгеоргиев (революционер)
 Тази статия е за българския революционер.  За гръцкия революционер вижте Иван Попгеоргиев.  
Иван Попгеоргиев е български революционер, деец на Вътрешната македоно-одринска революционна организация и Върховния македоно-одрински комитет.

## Биография
Попгеоргиев е роден през 1875 година в махалата Баскалци на петричкото село Игуменец. До трето отделение учи в Чуриловския манастир „Свети Георги“, а по-късно продължава образованието си в Петрич при учителя Кочо Мавродиев. Присъединява към ВМОРО и активно се включва в освободителното дело. През януари 1901 година по време на една от организационните си обиколки Гоце Делчев посещава Баскалци и отсяда няколко дни в дома му, където провежда редица срещи. След това Попгеоргиев го придружава като куриер до село Добри лаки. Поддържа връзки с местните организационни дейци Костадин Зелников и Костадин Попстоянов.
През 1902 година участва в организираното от ВМОК Горноджумайското въстание. На 28 септември 1902 година Попгеоргиев се сражава с турски военни части в битката в местността Черната скала при село Барбарево, Струмишко под ръководството на войводите Костадин Попстоянов, Стойко Бакалов и други. Включва се в организационните акции за пренасяне на оръжие от Дупница през границата за огражденските села.
В периода 1904 – 1908 година по времето на войводите Мануш Георгиев и Христо Чернопеев действа като куриер на ВМОРО.
Почива след 1950 година.